# Élodie Naigre
 Élodie Naigre est une joueuse française de basket-ball, née le 7 juin 1995 aux Abymes (Guadeloupe).

## Biographie
Elle est formée à la MJC Abymes et ensuite partie à Nantes-Rezé où elle arrive à l'âge de 15 ans, repérée lors d'un important tournoi minimes, trois ans après les débuts de cette ancienne nageuse dans le basket-ball sur les conseils d'une surveillante de son collège : « J'ai participé à un camp destiné à intégrer l'INSEP. Je n'ai pas été prise mais j'ai été détectée par Nantes à l'occasion des finales nationales, disputées à Bourges. Je ne connaissais personne. Au début, ça a été dur ». Fin 2012, une certaine nonchalance conduit Emmanuel Cœuret à l’écarter des entraînements du groupe professionnel. En nationale 2, elle tourne en moyenne à 17 points par match en début de saison et se fait au rebond. Après un Noël aux Antilles, elle le retrouve puis fait même des débuts remarqués en match officiel contre Perpignan Basket le 2 février 2013 alors que des professionnelles étaient diminuées par une intoxication alimentaire. Elle inscrit 8 points (3 tirs réussis sur 7), 3 rebonds et 2 fautes provoquées face à Helena Ciak et Abby Bishop.
Il ne lui est cependant pas proposé de signer de contrat professionnel « J'étais dégoûtée. Je me suis concentrée sur le bac et j'ai laissé le basket de côté. J'étais prête à rentrer en Guadeloupe. » Mais le jeune entraîneur d'Ifs Vincent Dumestre, qui l'avait repéré quand il officiait au centre de formation de Tarbes, lui fait confiance en Normandie : « C'était un pari mais il me paraissait intéressant. » Son ancienne équipière Caroline Koechlin-Aubert explique qu'« elle compense sa taille par un physique hors normes. Elle est très, très puissante. À son âge, c'est rare. Son gros point fort, c'est un sens inné du rebond. Elle a aussi énormément progressé à Nantes sur son tir extérieur, qui est devenu fiable. » Son coach abonde : « C'est devenu un très bon défenseur (...) Elle a exactement le même profil [que Courtney Hurt]. Elles se ressemblent trait pour trait. »
En 2013-2014, elle joue un rôle majeur dans l'inattendue troisième place d'Ifs de la poule B de Nationale 1, club où elle reste l'année suivante. La saison suivante, avec 19 victoires sur 22 matchs, Ifs dispute l'accession en Ligue 2 avec Montbrison. Sa saison 2015-2016 est amputée d'une absence de deux mois pour blessure. En mai 2016, elle s'engage pour une équipe de l'échelon supérieur, Roche Vendée en Ligue 2.
Championne de Ligue 2 avec Roche Vendée (8,4 points, 5,5 rebonds et 1,1 passe décisive pour 8,3 d'évaluation.), elle n'accompagne pas la montée du club en LFB et signe pour un autre club ambitieux de la Ligue 2, Landerneau. Elle contribue à l'accession en LFB de Landerneau et est conservée, gagnant même une sélection en équipe de France A'. Parallèlement, elle prend en charge à partir de l'été 2018 l’entraînement de l'équipe féminine des Gars du Reun de Guipavas. Ses bonnes performances lui valent une année de contrat supplémentaire en LFB avec Landerneau. La saison de Landerneau marquée par une qualification européenne, elle prolonge son contrat en Bretagne.

## Équipe de France
Non sélectionnée dans les plus jeunes catégories, elle remporte avec son équipière d'Ifs Mégane Héro, l'argent en juillet 2015 en Équipe de France U20 avec des statistiques personnelles de 6,3 points et 4,6 rebonds. Elle se fait remarquer notamment en demi-finales avec 14 points et 5 rebonds en 17 minutes, dont des points importants en fin de rencontre face aux Hollandaises.

## Clubs
- 2010-2013 :  Nantes Rezé Basket
- 2013-2016 :  Club Basket d'Ifs
- 2016-2018 :  Roche Vendée Basket Club
- 2018-2021 :  Landerneau Bretagne Basket
- 2021-… :  Lattes-Montpellier

## Palmarès

### Équipe de France
- Médaille d'argent au Championnat d'Europe des moins de 20 ans 2015[12].

### Clubs
- Championne de Ligue 2 en 2017[15].
- Championnat de Ligue 2 : 2018[16].